# Anthicus flavitarsis
Anthicus flavitarsis là một loài bọ cánh cứng trong họ Anthicidae. Loài này được Broun miêu tả khoa học năm 1914.